# Koman Coulibaly
Koman Coulibaly (født 4. juli 1970) er en fodbolddommer fra Mali. Han har dømt internationalt under det internationale fodboldforbund FIFA siden 1999, hvor han er placeret i den afrikanske dommergruppe. Han debuterede ved en VM-slutrunde i 2010, hvor han var en af Afrikas tre dommerrepræsentanter.
Ved siden af den aktive dommerkarriere arbejder Coulibaly inden for finansverdenen.

## Karriere

### VM 2010
Coulibaly dømte en enkelt kamp ved VM 2010 i Sydafrika.
- Slovenien –  USA (gruppespil)

Umiddelbart efter denne kamp blev han sendt hjem af FIFA efter en række kontroversielle kendelser. Heriblandt en annullering af et amerikansk mål i det 86. minut, der ville have betydet en sejr til USA på 3-2. I stedet endte kampen 2-2. 